# Mariakapel De Spar
De Mariakapel De Spar is een kapel in Haelen in de Nederlandse gemeente Leudal. De kapel staat op het terrein van buitencentrum De Spar aan de Roggelseweg 55 in het bosgebied ten noordwesten van het dorp.
De kapel is gewijd aan de heilige Maria.

## Geschiedenis
Voor de Tweede Wereldoorlog werd er door de gemeente Haelen een stuk grond beschikbaar gesteld voor de Jonge Wacht, een katholieke jeugdbeweging voor jongens, die er een toiletaccommodatie en twee loodsen bouwde.
In 1947 richtte men de Stichting Santa Maria op en nam men De Spar in gebruik. Normaliter zou binnen het Katholieke Jeugdwerk iedere locatie voorzien zijn van een staflokaal, patrouilletenten en een Mariakapel. In 1949 werd naar het ontwerp van architect Th. Van Elsberg de kapel gebouwd, waarbij het beeldhouwwerk van de hand van Charles Vos was, de mozaïeken van Gène Eggen en de plafondschilderingen van Jos Hoenen.

## Gebouw
De kapel staat midden tussen de andere gebouwen die in een cirkel rond de kapel staan. Voor de kapel ligt een plaatsje.
De bakstenen kapel is opgetrokken op een rechthoekig plattegrond en wordt gedekt door een zadeldak met pannen. De frontgevel heeft op de rechterhoek een steunbeer en op de linkerhoek staat een klokkentoren die boven het dak van de kapel uitreikt. De klokkentoren heeft een zadeldak en in de toren hangt een bronzen luidklok. Voor de frontgevel liggen er twee treden en de gevel bevat de rondboogvormige toegang van de kapel die wordt afgesloten met een ijzeren hek.
Van binnen is de kapel uitgevoerd in baksteen. Tegen de achterwand is een altaar gemetseld die aan de voorzijde voorzien is van een mozaïek. Boven het altaar is aan de wand een console aangebracht met aan de voorzijde de tekst BID VOOR ONS. Op de console staat het Mariabeeld die op een ronde schijf lijkt te staan waarop aan de voorzijde de tekst PATRONES VAN DE JEUGD is aangebracht. Het beeld toont de heilige met aureool, om haar heen een krans van rozen en het kindje Jezus dragende op haar linkerarm. Op de achterwand is rondom het beeld een mozaïek aangebracht met links en rechts diverse taferelen en boven het beeld een kroon. Links en rechts loopt een rozentwijg zonder doornen van beneden naar boven die elk vijf doornloze rozen heeft, verwijzend naar de vijf wonden van Christus. Aan de ene kant wordt van boven naar beneden de Troosteres van de bedroefden, De deur van de Hemel en Het Gouden Huis afgebeeld, aan de andere kant de Morgenster, De Zetel van Wijsheid en De ivoren toren.